# Theodor Friedrich Knyn

Theodor Friedrich Knyn

Theodor Friedrich Knyn (* 5. August 1801 in Mainz; † 20. November 1877 ebenda) war ein deutscher Jurist.

## Leben
Nach dem Besuch des Gymnasiums Philippinum Weilburg studierte Theodor Friedrich Knyn Rechtswissenschaften an den Universitäten Gießen, Bonn und Heidelberg. Während seines Studiums wurde er 1819 Mitglied der Gießener Allgemeinen Burschenschaft Germania. Am 15. Mai 1820 war er Mitstifter des Corps Rhenania Bonn.
Nach dem Studium und der Promotion zum Dr. jur. wurde er 1831 I. Substitut bei dem Staatsprokurator am Kreisgericht Mainz. 1833 wurde er Staatsprokurator. In den 1830er Jahren war Knyn ein politischer Eisenbahnpionier. Vom 3. bis 9. Mai 1849 war er Reichskommissar der Provisorischen Zentralgewalt für die Spielbank in Homburg, um mit einer Truppe von 700 Mann das Spielbankverbot der Frankfurter Nationalversammlung im Wege der Reichsexekution durchzusetzen. 1849 wurde er zum Vizepräsidenten des Kreisgerichts Mainz und 1857 zu dessen Präsidenten. Das Gericht hieß inzwischen „Bezirksgerichts Mainz“. 1850 vertrat er Mainz im Volkshaus des Erfurter Unionsparlaments.
Knyn war verheiratet mit Anna Maria Schulz. Seine Tochter Maria Theodora war mit dem preußischen Generalleutnant August von Weber verheiratet. Der hessische Advokat und Politiker Friedrich Theodor Langen war sein Vetter.